# Бой у Старого Борисова
 Бой у Старого Борисова – один из боёв во время Отечественной войны 1812 года, произошедший на реке Березина между русским корпусом графа Витгенштейна и французской дивизией генерала Луи Партуно у мызы Старый Борисов (Старо-Борисов). Дивизия была окружена и сложила оружие. Генерал Партуно был пленен. 

## Предыстория
В сражении под Смолянами французские маршалы Виктор и Удино  не смогли выполнить приказ Наполеона и отбросить 1-й отдельный корпус Витгенштейна от правого фланга отступающей французской армии. Витгенштейн закрепился на реке Улла, считая позицию достаточно сильной. Ранее Кутузов неоднократно извещал Витгенштейна  «о вероятном движении против него Наполеона с главными силами», предоставляя ему право действовать по собственному усмотрению. Французские корпуса Виктора и Удино отошли к местечку Черея.
20 ноября, выполняя приказ Наполеона, корпус Удино отделился от войск Виктора и усиленным маршем направился к городу Борисову. Виктору было предписано осуществить прикрытие движение корпуса Удино. Витгенштейн приказал немедленно осуществить преследование неприятеля. В кровопролитных боях арьергард Виктора был отброшен к реке Бобр. 
22 ноября офицер конного разъезда Дунайской армии в местечке Холопеничи передал Витгенштейну  записку от русского генерала графа Ланжерона, в которой сообщалось, что армия Чичагова заняла позиции на Березине. Чичагов приглашал Витгенштейна соединиться с ним 24 или 25 ноября на левом берегу Березины у оршской дороги.
24 ноября Витгенштейн занял Холопеничи, где получил от Чичагова извещение о поражении при Лошнице и отступлении Дунайской армии на правый берег Березины. Уход Чичагова на правый берег сделал невозможным соединение армии Витгенштейна с Дунайской армией у дороги на Оршу.
25 ноября Витгенштейн получил донесение, что баварский корпус Карла Филиппа фон Вреде из состава французской армии, который долгое время бездействовал, двинулся из местечка  Глубокое к Докшицам. Данное движение указывало Витгенштейну, как «на намерение Верде оказать содействие попытке Наполеона прорваться между ним и Чичаговым». 
И действительно, 22 ноября, на совещании у Наполеона в местечке Толочин, генерал Дод, прибывший от Удино и Виктора, предложил направить Главную армию Наполеона вправо от оршской дороги на Глубокое, отбросить корпус Витгенштейна и через местечко Лепель следовать на Вильно. Кроме того, атаман Платов, который постоянно преследовал Главную армию, направил Витгенштейну уведомление о вероятном направлении движения Наполеона на Вилейку. Указанные обстоятельства, а также внезапный уход Чичагова на правый берег Березины, заставили Витгенштейна прекратить преследование Виктора и сосредоточить свои силы на лепельской дороге у местечка Бараны.

## Предпосылки к боестолкновению
На рассвете 27 ноября к Студёнке прибыл корпус Виктора за исключением дивизии Партуно, оставленной в арьергарде у Борисова. Весь день 27 ноября «никто не хотел начинать дело: мы (отряд Чаплица ) были для этого слишком слабы, хотя ночью подошли полки из Борисова, а французы спешили переправиться и потому довольны были, что их не беспокоят».  
В час по полудню 27 ноября Старая гвардия и сам Наполеон переправились через Березину. Граф Витгенштейн утром 27 ноября находился у Кострицы, а его авангард под командованием генерала Властова ( 5 000 чел.) у местечка Житьково (примерно в 12 км. от Студёнки). Накануне вечером 26 ноября Витгенштейн  получил донесение о переправе неприятельских войск у Студёнки. Однако, Витгенштейн не решился атаковать Наполеона. Он приказал Властову идти к мызе Старо-Борисов (примерно в 10 км. от Студёнки) и попытаться отрезать французские войска, которые следовали из Борисова к Студёнке. 

## Ход боестолкновения
27 ноября авангард армии Витгенштейна под командованием генерала Властова выступил к мызе Старо-Борисов. За авангардом следовали главные силы. В 3 часа дня на подходе к мызе было выявлено движение колонн неприятеля к Студёнке. К этому времени колонна маршала Виктора миновала Старо-Борисов. Авангард Властова разрезал движение наполеоновских войск. Французы, видя приближение русских, «остановились и построились к бою у самой мызы». 
Властов картечным огнем привел в расстройство боевой порядок неприятеля. После этого 25-й егерский полк решительной атакой овладел мызой. По показаниям пленных, стало ясно, что основные силы Виктора уже прошли, но арьергардная дивизия под командованием Партуно оказалась отрезана русскими войсками. К вечеру на место боя прибыли корпуса Берга и графа Штайнгеля. Витгенштейн приказал войскам армии стать перпендикулярно Березине и фронтом к Борисову. 
Барон Иван Дибич (будущий генерал-фельдмаршал) был послан к неприятелю в качестве парламентёра с требованием сложить оружие. Генерал Партуно не принял предложение и решил «силой оружия» прорвать заслон. Уже начало смеркаться, когда Гродненский гусарский полк был оттеснён французами. Передовые части  Партуно стремительно атаковали по фронту правое крыло и центр войск Витгенштейна. Несмотря на огонь русских батарей, мыза Старый Борисов была занята неприятелем. Тотчас Навагинский пехотный полк, две дружины Новгородского ополчения совместно с Азовским пехотным и 25-м егерским полками ударили на французские колонны и опрокинули их, а затем, развернувшись вправо, ударили во фланг неприятелю, отбросив его из Старого Борисова. Партуно начал отступать по направлению к городу Борисову. Однако, Борисов был уже занят казаками Платова. Дивизия Партуно оказалась окруженной со всех сторон. 
После этого Партуно выслал к Витгенштейну парламентера. Считая, что переговоры ослабят бдительность русских, Партуно с отрядом в 400 человек решил покинуть дивизию и лесом продвинуться к Студёнке. Однако, отряд наткнулся на казачий полк Чернозубова и генерал Партуно был пленен. 28 ноября вся дивизия Партуно сложила оружие.

## Итог
В ночь с 27 на 28 ноября был устроен понтонный мост через Березину у Борисова. Было открыто прямое сообщение между двумя армиями: Чичагова и Витгенштейна. К тому времени к Борисову прибыл Ермолов с передовыми частями Главной армии Кутузова. На совещании в Борисове русские генералы решили атаковать противника одновременно на левом и правом берегах Березины у Студёнки и Брили.  